# 坂上田村丸

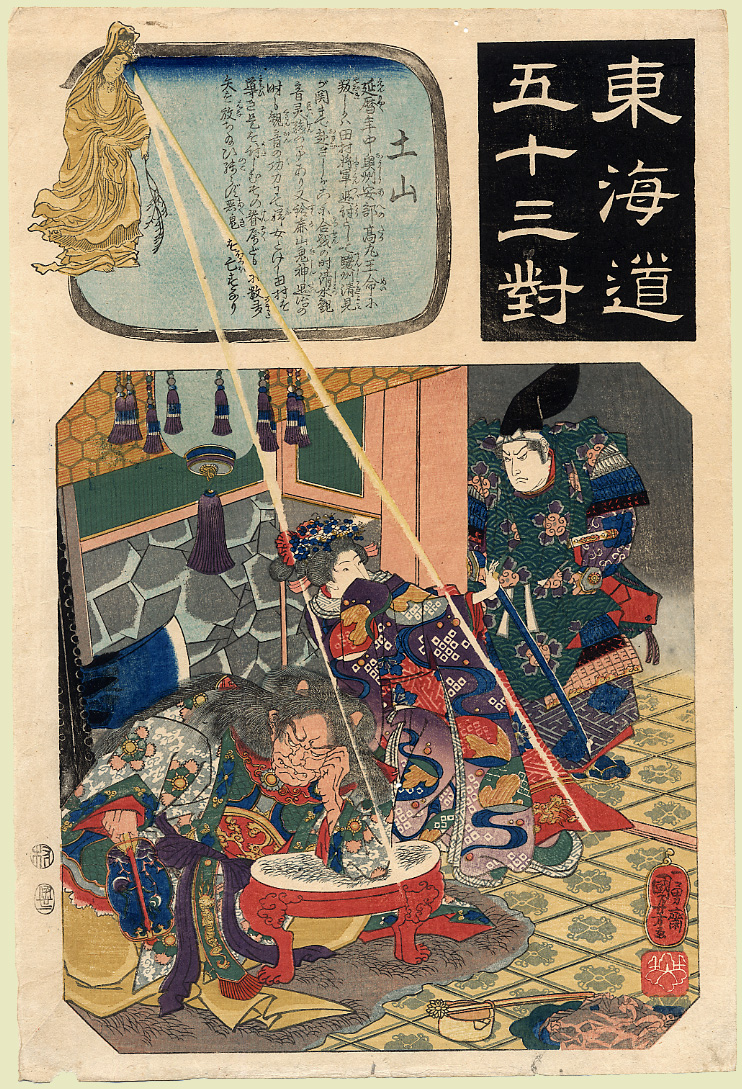
歌川国芳画『東海道五十三対 土山』 左より鈴鹿山の鬼神、鈴鹿御前、坂上田村麻呂

坂上 田村丸（さかのうえ の たむらまる）は、田村語り並びに坂上田村麻呂伝説に登場する伝説上の人物。坂上 田村麻呂（さかのうえ の たむらまろ）とも。

## 概要
平安時代の征夷大将軍としても高名な大納言の坂上田村麻呂は歴史的事実とはかけ離れた説話・軍記物語・寺社の縁起などに頻繁に登場したことで、その人物像も次第に史実から解離が進んで伝説化していく。
田村将軍伝説の形成の原拠になったものは『田邑麻呂傳記』や『田村麻呂薨伝』である。源頼朝が鎌倉幕府を樹立して鎌倉時代に武家の時代が到来すると、鎌倉御家人が東北地方の経営に乗り出し、時代の潮流に沿って田村麻呂の伝説も日本各地の伝説や社寺の縁起群と交流を持ちつつ、より豊かなものへ、時代の出来事や文芸的趣向とも深く交流しつつ発展していった。

## 京都での伝説の起源

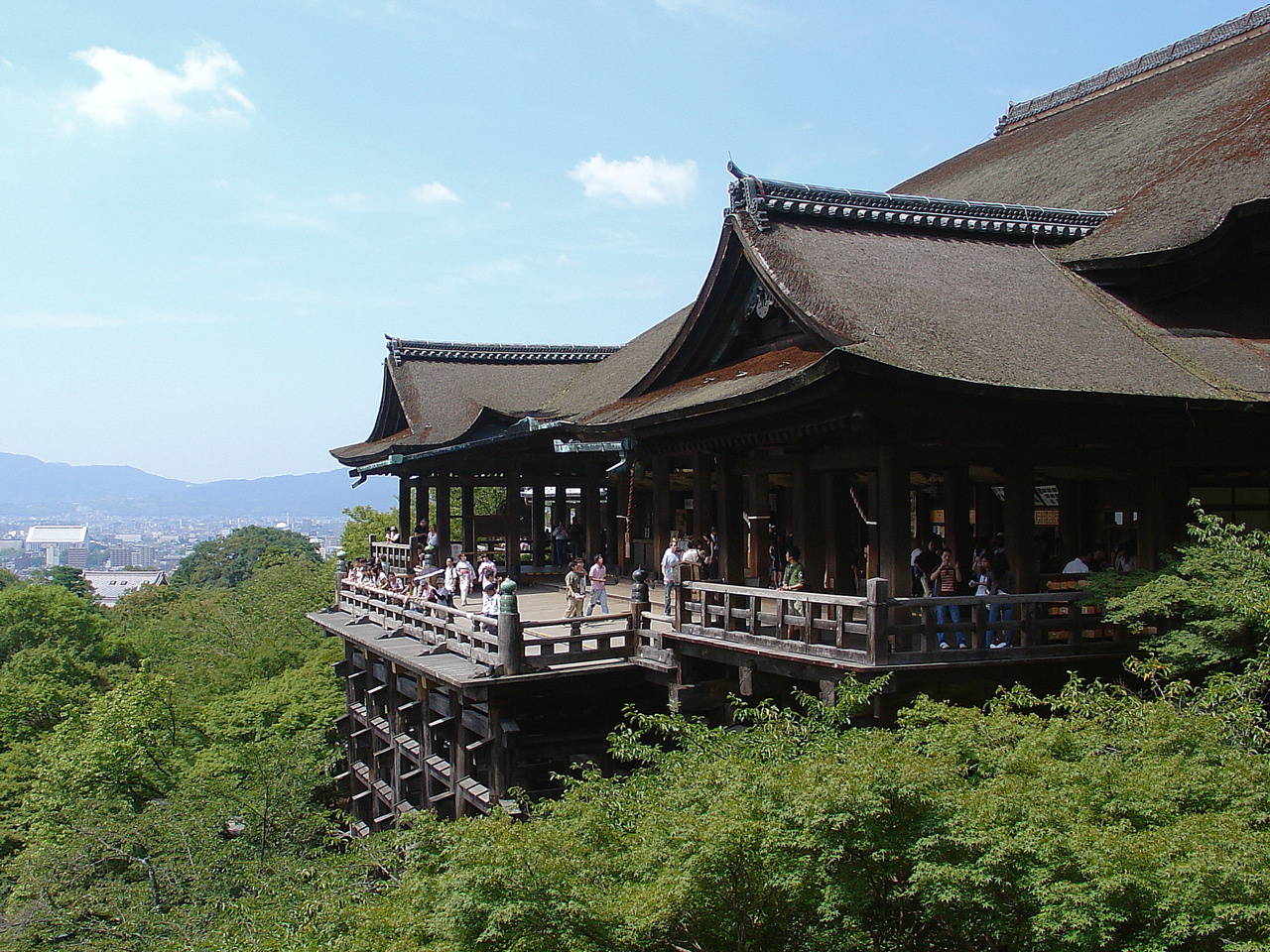
清水寺
開山堂では田村麻呂夫妻像が安置される

京都では、田村麻呂が建立した清水寺の縁起を元にして、清水の観音（千手観音菩薩）を中心とした清水信仰を伝える物語が創出された。次第に鞍馬信仰や諏訪信仰などとも結びついたことで『元亨釈書』では田村麻呂が高丸を討伐する討征譚が付会された。さらには鈴鹿峠の伝承までもが付会され、立烏帽子とももに鈴鹿山の大嶽丸を討伐する御伽草子が誕生した。

### 平安時代
『群書類従』所収の藤原明衡撰「清水寺縁起」に田村麻呂による清水寺の創建伝承がみえ、清水信仰と結び付いているものの、ここでは蝦夷征討に関する事蹟は記されていない。このことは『今昔物語集』『扶桑略記』『源平盛衰記』の中に記載されている「清水寺縁起」でも同様である。清水寺の創建伝承に田村麻呂による事蹟が反映された討征譚が結び付くのは、鎌倉時代に武家の時代がはじまって軍記物語が登場してからとなる。

### 鎌倉時代
田村麻呂は中世文学のなかで藤原利仁・藤原保昌・源頼光とともに中世の伝説的な武人4人組の1人と紹介された。軍記物語『保元物語』では上古の英雄として名前が挙げられる。
ここでは本来の蝦夷征討からはなれて利仁、頼光、保昌とともに鬼神退治の英雄の1人として記されている。また頼光と保昌は酒呑童子伝説へと繋がっていく。
『平家物語』でも『保元物語』と同系統の記述がされている。
木曽義仲について上古の将軍に劣らないという一節であるが、ここでも歴代将軍のはじめに田村麻呂が置かれている。
軍記物語で英雄的武人としての田村麻呂像が出来上がると、元亨2年（1322年）に臨済宗の僧・虎関師錬がまとめた日本の仏教通史『元亨釈書』でには次のように記された。
鎌倉時代末期に清水寺の創建縁起に続けて田村麻呂による討征譚が付会された。『群書類従』など平安時代の書物では登場していなかった高丸なる逆賊が登場するなど、それまでの「清水寺縁起」に脚色が加えられたことで、清水信仰とともに田村麻呂は史実から遊離して伝説化した。

### 南北朝時代

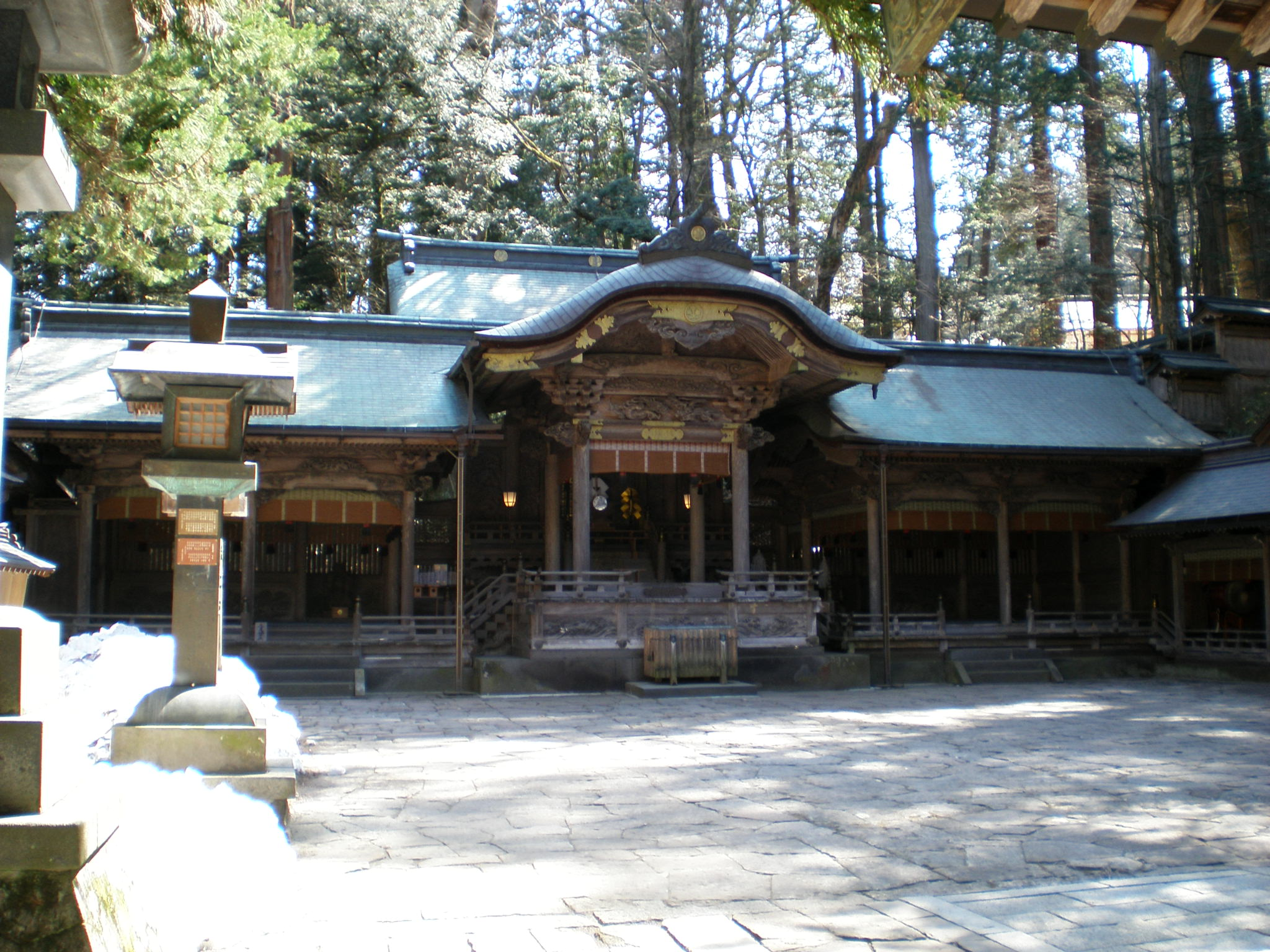
諏訪大社（上社 本宮）

諏訪大社も田村麻呂を縁起や祭礼由来に取り入れることで自らの神威の高揚を画策し、南北朝時代中期になると『神道集』や『諏訪大明神絵詞』が作成された。安居院流の唱導集団によって14世紀半ばから15世紀初頭に作成された唱導台本『神道集』には以下のように記される。
『神道集』でも清水信仰とも結びつけられていることや、田村丸を勝田の宰相が養子として稲瀬五郎田村丸と名乗らせたと御伽草子の稲瀬五郎坂上俊宗に通じる名前であることなど、室町時代を前にして御伽草子『鈴鹿の物語』が成立していた時期を示唆する史料のひとつともなる。また京都でもこの頃には鞍馬信仰と結びつけられている。

### 室町時代
室町時代の『義経記』巻第二では『元亨釈書』で創出された高丸なる逆賊を討伐する物語が引用された。
周の太公望撰とされる六韜という兵法書を読むことで田村麻呂と利仁は名を挙げたと、『元亨釈書』から脚色が進んでいる。
一方で南北朝時代から室町時代にかけて鈴鹿峠の麓にある坂下宿では伊勢神宮参宮の盛行を受けて宿場が整備され、土山宿では田村神社が鈴鹿山の悪鬼を平定した田村麻呂を正一位田村大明神として祀っていたことから、この頃には鈴鹿峠の片山神社を中心として鈴鹿御前の伝説が坂上田村麻呂伝説へと引き寄せられ、田村麻呂と鈴鹿御前は東海道を通る旅人を守護する夫婦神として認識されていた。
『太平記』では源家相伝の鬼切の剣の由来を語る場面で、田村麻呂が鈴鹿御前と戦ったおりの剣が鬼切であり、やがて田村麻呂は鬼切を伊勢神宮に奉納、その後は源頼光に伝えられたとの一節があり、鬼切の剣を介して田村麻呂から頼光への武器継承の説話が創造された。御伽草子の世界は『太平記』の記述を元にしてさらに脚色された。幸若舞『未来記』では坂上李人（さかのうえの りじん）として利仁と人格が完全に融合し、その子と思われる田村丸（たむらまる）は奈良坂のかなつぶてと鈴鹿山の立烏帽子を討伐したと語る。
鈴鹿山は現在の三重県亀山市と滋賀県甲賀市の境に位置する鈴鹿峠とその周辺の山地を指し、古くから説話などで東海道を往来する旅人や物資を目当てにした盗賊が跳梁跋扈したことが記されて鬼の棲家とされた。一方では斎王群行の途中に設けられた鈴鹿郡の頓宮が置かれ、豊かな水に恵まれていたことから斎宮が禊を行う鈴鹿禊の聖地であり、のちに巫覡の徒が祓えをおこなった神聖な地であった。鈴鹿山は両義的な性質を持っていた。
世阿弥作ともされる能『田村』では、清水寺は大同2年の創建で坂上の田村麿の御願なり、平城天皇の御宇に東夷を平らげ悪魔を鎮め天下泰平の忠勤たりしも当寺の力なりと清水寺の創建伝承を語ったあと、田村丸による伊勢国鈴鹿山の悪魔退治へと移り、清水信仰と伊勢国鈴鹿山の悪魔退治が結びつけられる。そこに「道行」も加わったことで京都における田村語りの表現形態や構成が完璧に整った。
文明18年（1486年）に記された『壬生家文書』「坂上田村麻呂伝勘文」には田村すずゞかの物語の勘文が記され、1486年には御伽草子『鈴鹿の物語』が成立していたことが判明している。『田村の草子』では藤原俊仁の子・田村大将軍俊宗が奈良坂のかなつぶてを打つ化生・霊仙を退治して将軍となり、鈴鹿御前の助力を得て鈴鹿山の鬼神・大だけ丸や近江の高丸を討つ御伽草子が成立した。

## 鈴鹿山での伝説の起源

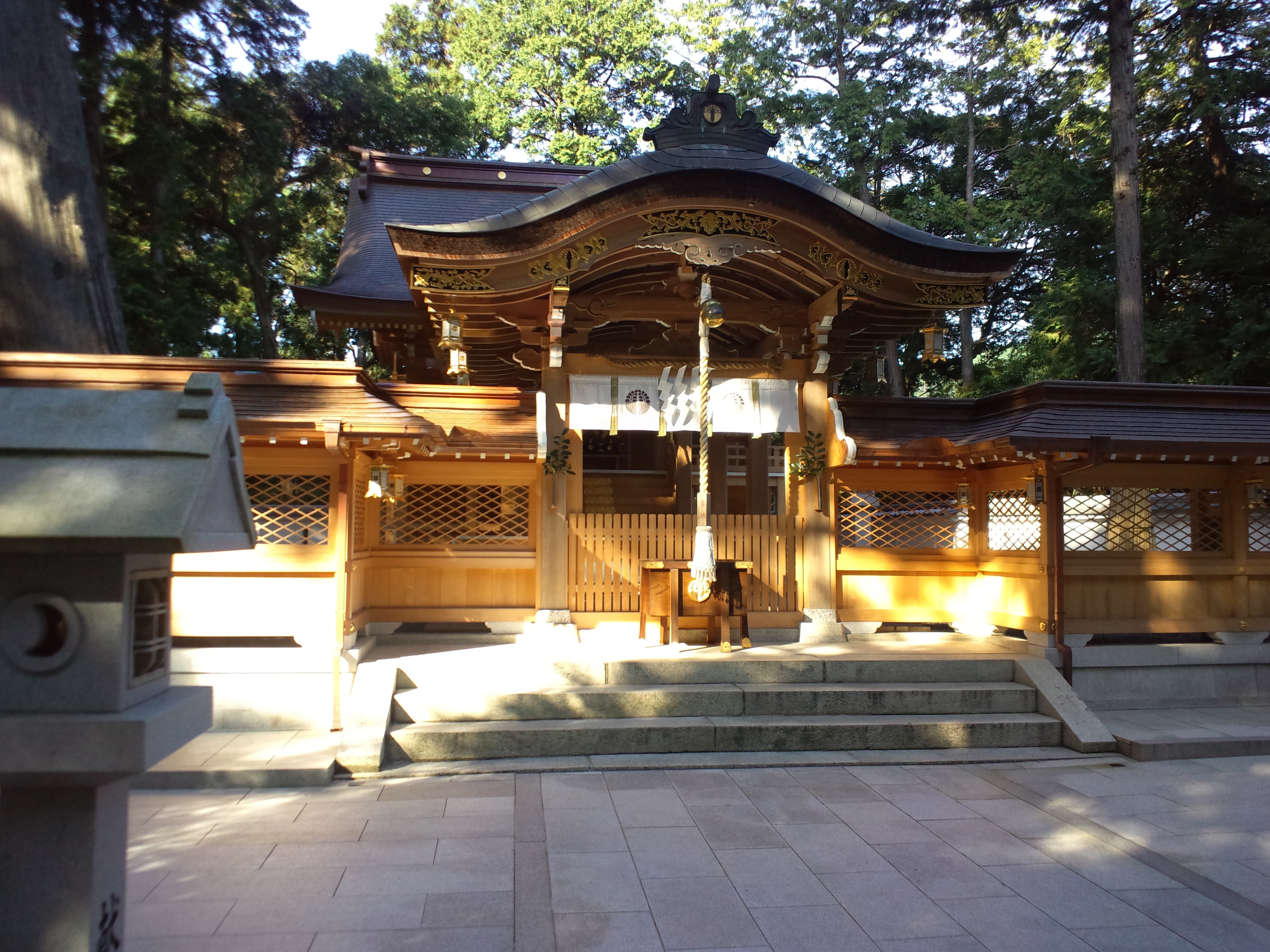
田村神社
主祭神として田村麻呂が祀られる

鈴鹿山では、田村麻呂の生前に起こった薬子の変の史実が、伝説を交えた幻想的な虚構性とが錯綜しながら展開され物語が創出された。次第に京都での伝説へと融合すると、立烏帽子とももに鈴鹿山の大嶽丸を討伐する御伽草子が誕生した。

### 平安時代
平安時代初期の大同5年9月6日（ユリウス暦810年10月7日）、平城上皇が平安京を廃して平城京に遷都する詔勅を発したことで薬子の変が起こる。嵯峨天皇はひとまず詔勅に従って坂上田村麻呂らを造宮使に任命したが、9月10日（10月11日）には三関に固関使を派遣、藤原仲成を捕らえて右兵衛府に監禁の上で佐渡権守に左遷し、藤原薬子の官位を剥奪して罪を鳴らす詔を発し、造宮使の田村麻呂を大納言に昇任させる。このとき近江国へは小野岑守とともに田村麻呂の次男・坂上広野が派遣されている。9月11日（10月12日）早朝に上皇が薬子とともに東国に向けて平城京を発つ。田村麻呂は美濃道より上皇一行を迎えうつため文室綿麻呂の同行を願いて、宇治橋・山埼橋と淀市の津に兵を配置した。この夜、仲成が紀清成・住吉豊継の手により右兵衛府で射殺された。9月12日（10月13日）、上皇一行が大和国添上郡越田村（奈良県奈良市北之庄町・東九条町付近）に至ったとき、田村麻呂が指揮する兵に行く手を遮られ、上皇は平城京に戻り剃髪入道し、薬子は毒を仰いで自殺した。

### 鎌倉時代
鎌倉時代初期（1195年頃）に成立したと推定される歴史物語『水鏡』によると、平城太上天皇が軍をおこして尚侍藤原薬子と同じ輿に乗り東国へ向かったことを大外記上毛野穎人が嵯峨天皇に申し、前日大納言に任命された坂上田村麻呂は宰相文室綿麻呂を遣わしてその道を遮り、藤原仲成を射殺したという。この頃より平城上皇の剃髪入道や薬子の自害までを中心とした薬子の変の史実と、伝説を交えた幻想的な虚構性とが錯綜しながら展開されていく。

### 室町時代
滋賀県甲賀市土山町に鎮座する田村神社の様々な記録や先祖からの言い伝えをもとに天文10年4月17日（1541年5月12日）にまとめられたとする『近江州甲賀郡頓宮之牧土山郷正一位高座田村神社・鈴鹿神社縁本記』では次のように記されている。薬子の変に際し、坂上田村麻呂は嵯峨天皇の命で鈴鹿山に向かい藤原仲成を滅ぼしたが、田村麻呂の亡くなった弘仁2年の秋から天下に疫病が流行り、卜定によると田村麻呂が鈴鹿山で退治した賊徒の執心が祟りを成して鈴鹿山から吹き下ろす風が原因であったため、鈴鹿山の西にある二子山の峰に田村麻呂を祀る神社を建立して鈴鹿山から吹き下ろす風を防ぎ止めようとした。弘仁3年正月18日（812年3月4日）に遷宮を行い厄除神事も行ったところ疫病は治まった。神社は二子山にあったが、三度流れ着いた場所が田村麻呂が陣取った鈴鹿社の森のため弘仁13年4月8日（822年5月2日）に鈴鹿社と共に祀ったという。田村麻呂が平城上皇の東国行きを阻止し、鈴鹿山で上皇側の藤原仲成の軍を討滅したという記事は『賀茂皇太神宮記』などにも見える。

### 江戸時代
江戸時代中期には紀海音による浄瑠璃『坂上田村麻呂』が成立している。また『東海道名所図会』「巻之二」には説明書きと共に田村将軍による鈴鹿の鬼神退治の絵が描かれ、歌川国芳の『東海道五十三対』土山でも田村麻呂と鈴鹿御前による鈴鹿山の鬼神退治が描かれていることから、江戸時代の庶民にも鈴鹿山の大嶽丸は広く知られていたと考えられる。
幕末には高杉晋作が江戸遊学の前後に鈴鹿峠を通る際に漢詩で英雄（坂上田村麻呂）が賊（鬼）を挫いたのはこのあたりであろうと読んでいる。
こうしたことから現在の田村神社では、坂上田村麻呂が鈴鹿山の悪鬼を平定したとの由緒を持つ。

## 平泉での伝説の起源

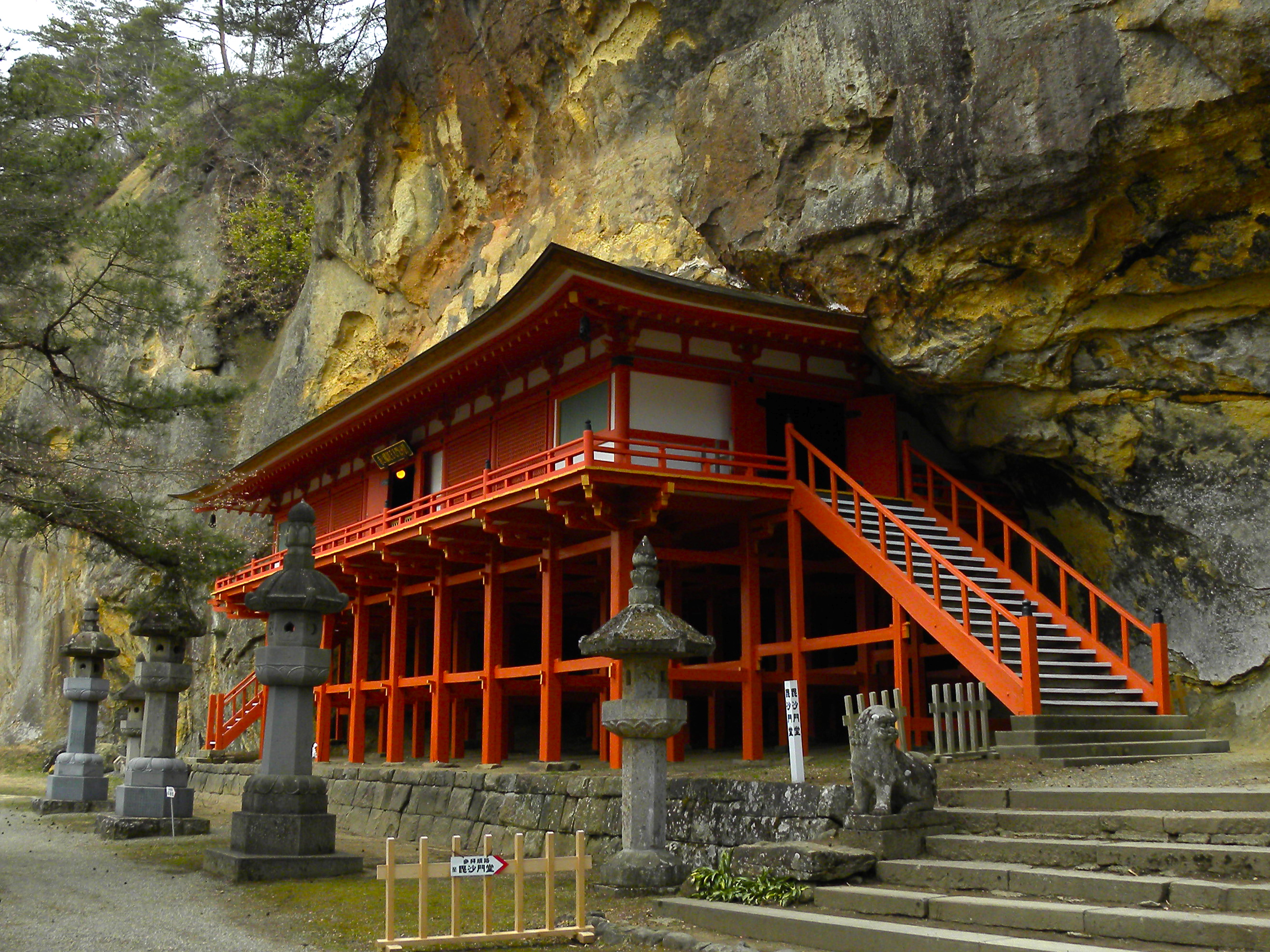
達谷窟毘沙門堂
本尊は慈覚大師が田村麻呂の顔を模して刻んだという

岩手県南西部に位置する平泉にある達谷窟毘沙門堂で大将軍（坂上田村麻呂）の本地を毘沙門天の化身とみなす田村信仰が発祥すると、京の文学群に影響されて奥州藤原氏の全盛期に創出された悪路王伝説が達谷窟毘沙門堂や姫待不動堂の伝承に付会され、藤原利仁が鞍馬寺に参籠して下野国高蔵山の群盗数千を鎮圧した説話とも結びつき、前九年合戦や奥州合戦がおこると源氏神話として『陸奥話記』や『吾妻鏡』に記載されたことが発信源となった。

### 平安時代
田村麻呂は「毘沙門天の化身、来りてわが国を護る」と『公卿補任』に記されたように、生前から毘沙門天の化身として評価されていた。こうした朝廷からの評価は田村麻呂が蝦夷征討で事蹟を残した東北地方での伝説化に大きな意味を持った。
延暦21年（802年）、田村麻呂が築城するために派遣された陸奥国胆沢城の東の山陵には黒石寺、極楽寺、白山神社、成島寺、丹内山神社、正音寺（白山神社）、東楽寺などの平安時代に建立された古刹が連なっている。これら寺社は8世紀から9世紀にかけて古代律令国家による奥羽支配の拡大にともない、鎮魂・教化の一環として天台宗を先兵とした仏教が導入されて霊山寺、松島寺、黒石寺、天台寺、立石寺などの拠点となる天台寺院が奥羽各地に創建されていったものとなる。東北地方において田村麻呂は慈覚大師（円仁）とともに軍事的征服と宗教的鎮撫を象徴する伝説的な人物となった。これら寺社では歴史的事実は別として、いずれの創建縁起でも田村麻呂や慈覚大師が関係している。
特に胆沢城の北方鎮護として建立された陸奥国極楽寺（国見山廃寺跡）は、天安元年（857年）に定額寺（準官寺）となったこと、また胆沢城が後三年の役まで鎮守府として機能していたことから、胆沢周辺では『公卿補任』で毘沙門天の化身とされた田村麻呂の評価が移入しやすい環境にあった。極楽寺毘沙門堂では坂上田村麻呂が異敵降伏のために兜跋毘沙門天像、100体の毘沙門天像、四天王像を祀ったのが始まりであるとの縁起が創出され、この極楽寺毘沙門堂の伝承を背景として、極楽寺が最盛期を迎えた10世紀から11世紀にかけて北上川流域では田村麻呂と結びつけられた毘沙門天信仰（毘沙門堂）が広まることとなった。
北上地域では極楽寺毘沙門堂に影響されて成島毘沙門堂、立花毘沙門堂、藤里毘沙門堂などの毘沙門堂が次々と創出された。成島の兜跋毘沙門天像は10世紀前半、藤里の毘沙門天像は11世紀の像顕と推定され、奥六郡之司・安倍氏が全盛期を迎えた時期に一致する。また成島寺の十一面観音像の胎内銘には「縁女伴氏・坂上最延・承得2年（1098年）2月10日像顕」とあり、後三年の役が終結してからも田村麻呂や坂上氏の末裔もしくは類縁関係のある人物が東北地方で活動していたことを示している。
11世紀後期頃に成立したとみられる軍記物語『陸奥話記』は、田村麻呂と結びつけられた毘沙門天信仰が広まっていく頃の陸奥国奥六郡が舞台となった前九年の役の顛末が描かれる。
請降の解釈については諸説あるものの坂面伝母礼麻呂を坂上田村麻呂とすることは一致しており、『陸奥話記』の末尾では前九年の役での源頼義の活躍や功績を、北天の化現にして上古の名将という坂面伝母礼麻呂と同列に置くことで頼義を称賛する意図がみられる。関幸彦は、この記述について源氏と奥州との脈絡を考えるうえで、前九年の役は源氏の武威の来歴を語るキーポイントであり、頼義・義家は田村麻呂の征夷政策という歴史的因縁のうえで前九年合戦を展開、のちに源頼朝は奥州合戦へとつなげたと解釈し、『陸奥話記』で浮上した坂上田村麻呂伝説を継承するように『吾妻鏡』が悪路王伝説を紹介したとする。

### 鎌倉時代
天治3年（1126年）の「関山中尊寺金銀泥行交一切経蔵別当職事」に「藤原清衡朝臣・俊慶・金清廉・坂上季隆」とあり、奥州藤原氏政庁の一員として坂上姓を名乗る人物がいたことが確認されている。毘沙門天信仰が奥州藤原氏の政庁・平泉館のある平泉に広まると、大将軍（坂上田村麿公）の本地を毘沙門天とする田村信仰の発祥地とされる達谷窟毘沙門堂（別當達谷西光寺）の伝承創出に影響を与え、奥州藤原氏によって栄華を極めた時代の平泉で田村麻呂に悪路王伝説が付会されたことで『吾妻鏡』に記録された。
『吾妻鏡』文治5年（1189年）9月21日の条では、頼朝が胆沢郡鎮守府に鎮座する鎮守府八幡宮に参詣したことが記されている。
平安京に岩清水八幡宮が勧進されるより前に、鎌倉方が崇敬する八幡神が田村麻呂によって鎮守府に勧進されていた事に驚いて記述した。
同年9月28日の条では、頼朝が鎌倉へと帰還する途中に平泉の達谷窟を通ったときのことが記されている。
頼朝が奥州合戦の帰途に立ち寄った達谷窟で、田村麻呂と利仁が悪路王と赤頭を討伐したと教えられたと記している。しかし田村麻呂と利仁は同じ時代の人物ではない。京都での伝説化の起源にもあるように田村麻呂の説話は清水寺の創建縁起が基層にあり、南北朝時代中期に成立した『神道集』など御伽草子の影響を受けたであろう説話では鞍馬山の毘沙門天の加護を得るものの、直接的には鞍馬寺の縁起に田村麻呂が登場した記録は一切ないことから、鞍馬寺を模倣した、多聞天（毘沙門天）を安置したなど『吾妻鏡』での悪路王に関する9月28日の条での記述は田村麻呂と混交される形で鞍馬寺の縁起を基層に持つ藤原利仁伝説と結び付けられたものと考えられている（田村麻呂と毘沙門天も参照）。
桃崎有一郎は11世紀初めに抜き書きされた古い縁起に、古老の伝聞や別の古い記録から増補して天永4年（1113年）に成立したと考えられる『鞍馬蓋寺縁起』で利仁が下野国高蔵山の群盗を追捕・追討した伝承は、退治の対象が異形の者ではないこと、退治の対象が坂東の群盗と利仁の時代には極めて現実的なこと、山賊などではなく群盗という利仁の時代に最も頻繁に使われた言葉であること、京進される調・庸などを強奪するという行動が当時の実態と一致すること、筋書きに神仏の加勢などの超常現象・奇跡の類いが現れないことから伝承に信憑性があるとしている。この『鞍馬蓋寺縁起』で群盗の頭目とされる蔵宗・蔵安を討伐して鞍馬寺に毘沙門天像と剣を奉納した話は、御伽草子『田村の草子』で藤原俊仁が退治した大蛇の倉光・ 喰介の名前の元になったと考えられ、また『田村の草子』で陸奥国高山の悪路王に妻を拐われた俊仁が鞍馬山の毘沙門天から給った剣で悪路王を討つ物語の骨格となっており、悪路王を討伐したのは田村麻呂ではなく藤原利仁として認識されていた。
『吾妻鏡』について関幸彦は、頼朝の征夷大将軍の原点は「征伐」することで武威を発揚する行為に他ならず、頼義・義家による前九年合戦は武門源家誕生の神話に欠くことのできない材料で、源氏神話の武威の原点を蝦夷征伐に求め、田村麻呂は源氏の諸武将の登場まで大いなる役割を演じさせられていたとしている。また桃崎有一郎は源氏の武人的資質は田村麻呂の家風や将種に由来する部分が間違いなくあるとしている。

### 江戸時代
戦国時代末期の天正18年（1590年）、葛西氏・大崎氏が領有する陸奥国中部（現在の宮城県北部～岩手県南部）に勢力を拡大しようとした伊達政宗は一揆を煽動し、それに乗じて一揆を鎮圧したことで葛西・大崎13郡は政宗に与えられることになった（葛西大崎一揆）。しかし地元民の伊達氏に対する怨恨は強く、正室を田村氏出身の愛姫とする政宗は、伊達氏による領有の正当性を領内に広める目的で新領民へのプロパガンダとして、悪逆な悪路王を討つ武神としての田村麻呂を称揚する奥浄瑠璃『田村三代記』という仙台藩独自の芸能を利用した。
こうして江戸時代の東北地方にお伽草子『鈴鹿の物語』や室町物語『田村の草子』、古浄瑠璃『田村』『坂上田村丸誕生記』などが伝わると、これら物語を底本とし、旧仙台藩や北上川流域を中心に語られた達谷窟の悪路王など東北各地に残る坂上田村麻呂伝説と融合して奥浄瑠璃の代表的演目『田村三代記』が広まった。『田村の草子』などでは大嶽丸は鈴鹿山で討伐されるも黄泉還って霧山で再び討伐されるが、『田村三代記』では達谷窟、霧山、箟嶽山と転戦する物語へと改編がなされた。

## 陸奥三迫での伝説の起源

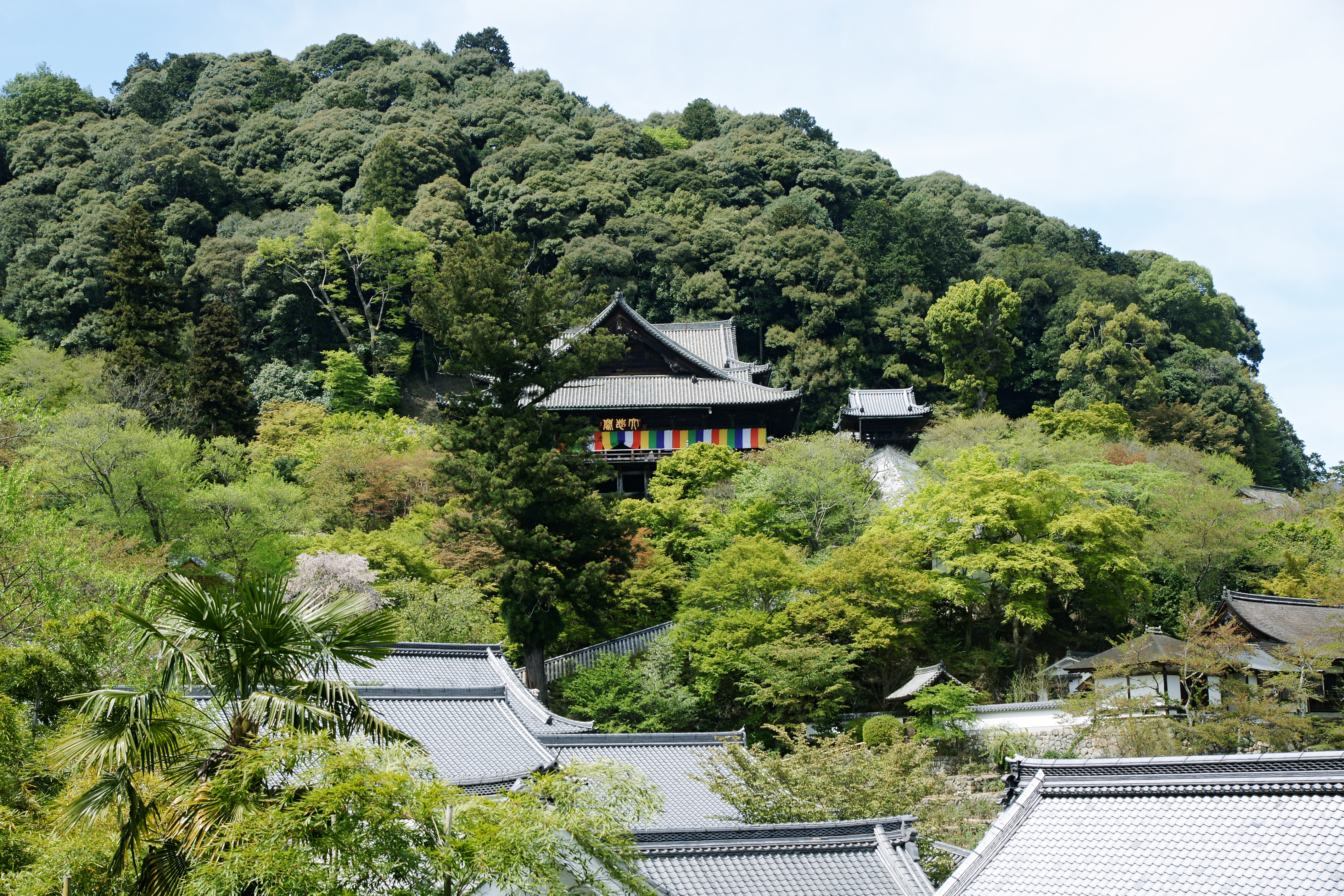
長谷寺外観

陸奥三迫では長谷信仰を各地に伝えた勧進聖たちによって長谷寺の霊験譚『長谷寺霊験記』のなかで長谷観音（十一面観音）と東北各地の田村麻呂の事蹟を結び付ける形で「田村将軍得馬勝軍建立新長谷寺事」が創出された。

### 鎌倉時代
奈良県桜井市初瀬にある長谷寺の霊験譚が記された鎌倉時代前期の仏教説話集『長谷寺霊験記』に気仙道周辺での田村麻呂の物語が記された。この霊験譚は長谷信仰を伝え、各地に新長谷寺を建立した勧進聖たちによって創出、管理されたものである。主人公を「光り輝く馬」におき、舞台を「奥州三迫」としている背景には、当時の奥州が最大の産金地で、名馬の産地としても急成長する時代にあったことが考えられる。この霊験譚は田村麻呂の事績と結び付いて創られた。

### 江戸時代
仙台藩が安永年間（1772年 - 1781年）にまとめた『風土記御用書出』の「華足寺書上」に記された「田村将軍様奥州七ヶ所観音御建立由来之事」では鬼神が鈴鹿山に攻め上がるとあり、他にも鈴鹿御前や大嶽丸が登場していることなど、基本的構造は『長谷寺霊験記』を残しつつ、御伽草子など後代の作品と交流したことで、新たな物語の挿入や改変がされている。『封内名蹟志』にみられる勝大寺の略縁起でも俊輔・俊仁・俊宗と、御伽草子『田村の草子』の人物が登場している。江戸時代初期には草子群が仙台藩で広まっていたため、当時『鈴鹿の物語（田村の草子）』を読んだ知識人の手によって、以前からあった勝大寺の略縁起の主人公を御伽草子の登場人物である坂上田村丸へと改めたものと考えられる
東北の田村語りは壮大なスケールで語られたことから、単独の寺院の縁起として独立して語られることはなく、東北地方の広範囲で人々の要求に応えるように七観音や三観音以外にも、各地の寺社と深い関係をもった。大嶽丸の残党と目される三鬼（早虎、金丈、猪熊）の残党退治譚が記された気仙郡の猪川観音（長谷寺）、小友観音（常膳寺）、矢作観音（観音寺）の気仙三観音の勧進由来など、様々な縁起のバリエーションが創出された。これらの根底には『長谷寺霊験記』にみられる東北地方の観音信仰があった。

## 岩手山での伝説の起源

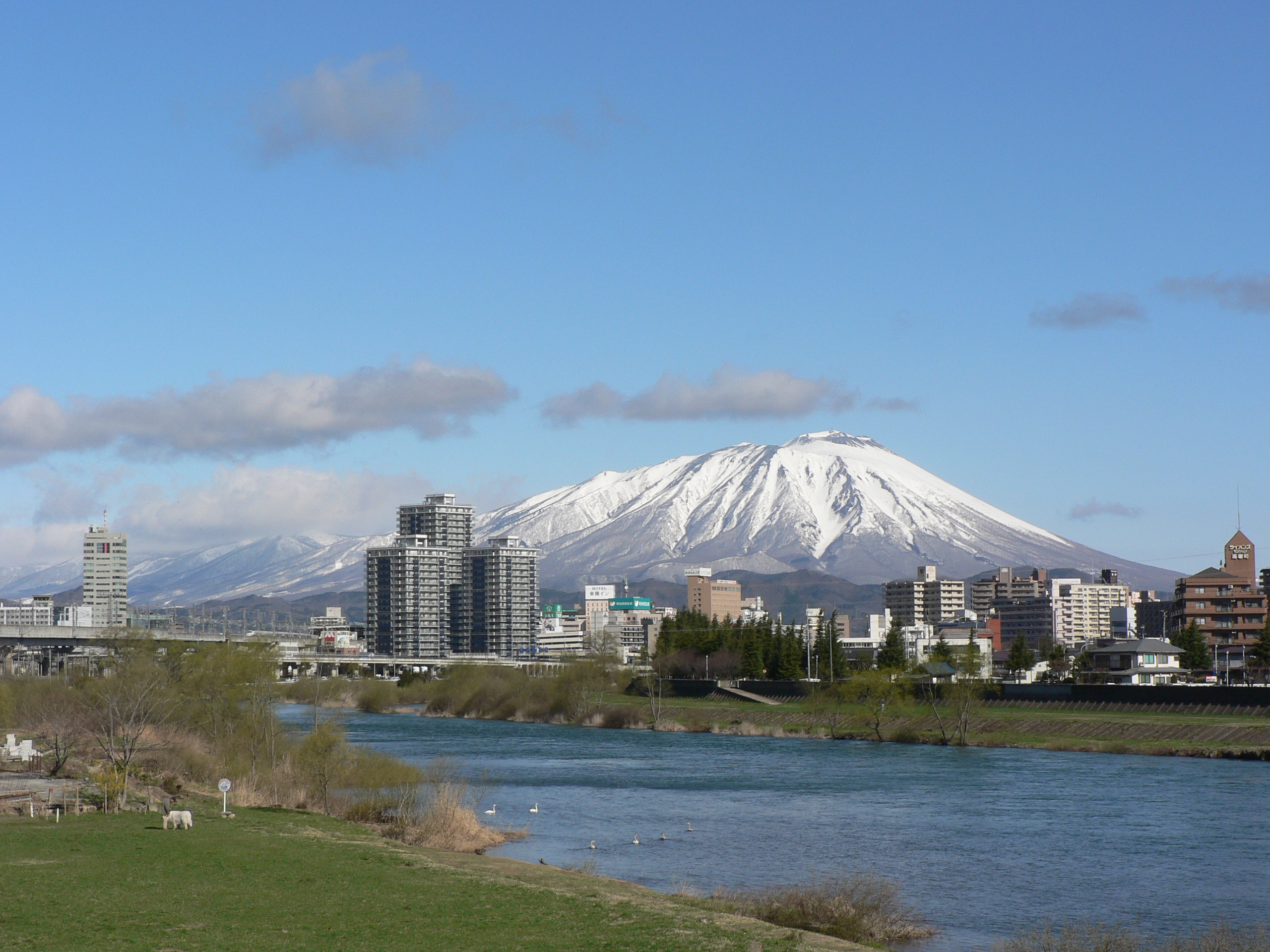
岩手山
盛岡市の北上川護岸から

岩手山では、旧仙台藩や北上川流域を中心に語られた奥浄瑠璃『田村三代記』が影響して発生した伝説ではなく、南部氏が盛岡に本拠を構えた近世に江戸や上方で興隆した古浄瑠璃から新たに本地譚が創出された影響から発生した伝説とみられる。

## 田村麻呂と毘沙門天
『吾妻鏡』では田村麻呂が鞍馬寺に模して多聞天像を安置して西光寺を建立したとあるが、『扶桑略記』では鞍馬寺は延暦15年（796年）に造東寺長官従四位上藤原伊勢人が建立したとある。田村麻呂と鞍馬寺の関係性は黒漆剣を奉納したと口誦で伝わるのみとなる。田村麻呂が毘沙門天の化身といわれたことが、いつしか鞍馬寺と結びつけられた。こうして『鞍馬蓋寺縁起』から鞍馬寺との関係が深い藤原利仁伝説が田村麻呂に引き寄せられたものと思われる。
田村麻呂が生前から毘沙門天の化身や北天の化現と評価されていたこと、極楽寺毘沙門堂の伝承を背景に北上川流域で田村麻呂と毘沙門天の同一視が進んだこと、常に「田村・利仁」として組み合わされていたこと、仏典では観音と毘沙門天はイコールで解釈する説があることなどから、両者の融合は当然の帰結であったと考えられる。このように10世紀以降の東北地方でも田村麻呂と利仁の名前が混融された主人公田村麻呂利仁等の将軍が登場し、夷の賊主である悪路王や赤頭を討伐するといった縁起や伝承が平泉を中心に東北、さらには東国も含めて存在していた。これらは地域を超えたより広汎な思想的背景があったこと、田村麻呂は清水寺の建立者ではなく毘沙門堂の建立者として受け入れられていたことが背景にある。

## 史実性の議論
『吾妻鏡』では、頼朝が教えられた内容として、田村麻呂は鎮守府八幡宮を祀り、達谷窟では田村麻呂利仁等が悪路王や高丸を討伐して毘沙門堂を建立したと、史実における田村麻呂の事蹟とは異なる記述がされている。『吾妻鏡』の記述は田村麻呂の没後、約370年が経過した頃となり、おそらくはアテルイの事蹟が反映して伝説化さされた架空の人物である悪路王を登場させ、有名な武将の建立とさせるなど、漠然と史実に似て非なる点を含んでいる。
松本盆地一帯の魏石鬼八面大王の伝説では、妻の紅葉鬼神ともども伝説上の人物である田村利仁によって討伐されたという『信府統記』の記述に基づく伝説が残る。しかし『仁科濫觴記』に見える、田村守宮を大将とする仁科の軍による、八面鬼士大王を首領とする盗賊団の征伐を元に産まれた伝説であると考えられているため、史実上の人物である坂上田村麻呂による征討という史実性はない。
桐村栄一郎は、熊野の鬼退治伝説は、坂上田村麻呂が熊野へ遠征している事で成立しているが、史実において田村麻呂が熊野へ遠征した歴史的事実は確認できないとしている。金平鹿の伝説では、先に「時の権力に抵抗する勢力を鎮圧した」伝承があり、時代と共に伝承の中身や主役が入れ替わったのではないかとしている。『熊野山略記』には、「桓武天皇の頃に熊野山が蜂起し、併せて南蛮の乱も起き、熊野三党（榎本氏、宇井氏、穂積氏（藤白鈴木氏））に征伐せよとの勅命が下ったとある。嵯峨天皇の弘仁元年（810年）、熊野三党は大将の愛須礼意と孔子を討ったが、悪事高丸は討ち逃した。東国に逃げた高丸を坂上田村丸が征伐した」とある。『熊野山略記』では熊野三党が主役で田村麻呂は脇役であるが、「南蛮」が「鬼」に、「榎本、宇井、鈴木」が「田村麻呂」に入れ替わったのが熊野の坂上田村麻呂伝説のルーツではと推測している。
高橋崇は、田村麻呂建立寺社伝説も、鬼神退治物語も、後世の人々がそれを受け入れていたことは確かであるとしながらも、田村麻呂本人の与り知らぬことであるとしている。

## 名前
歴史上の人物と同じ坂上田村麻呂と呼称している例も多数を占める。そのため、現代では史実と伝承の混同が進み、田村麻呂による鬼退治はまつろわぬ民の敗者の歴史であるなど、歴史の事実と伝承の区別がつけられていない例もみられる。
『田村の草子』では、鈴鹿山の鬼神大だけ丸を討つのが藤原俊仁（ふじわらの としひと）の子・坂上田村丸俊宗（さかのうえの たむらまるとしむね）と親子関係で描かれた。
御伽草子『鈴鹿の物語（田村の草子）』では坂上田村丸俊宗 / 坂上田村麻呂俊宗、奥浄瑠璃『田村三代記』では坂上田村丸利仁 / 坂上田村麻呂利仁とされる。通称は田村丸、田村丸利仁、田村丸将軍など。

## 坂上田村丸を主題にした作品
能
- 『田村』（能）作者「世阿弥?」 成立 - 室町時代

御伽草子
- 『立烏帽子』（御伽草子）作者不詳 成立 - 室町時代初期
- 『鈴鹿の物語』（御伽草子）作者不詳 成立 - 室町時代初期
- 『田村の草子』（御伽草子）作者不詳 成立 - 室町時代初期

文楽・浄瑠璃・歌舞伎
- 『坂上田村丸誕生記』（古浄瑠璃）作者不詳 成立 -
- 『高丸悪路王責』（古浄瑠璃）作者不詳 成立 -
- 『星砕』（奥浄瑠璃）作者不詳 成立 - 江戸時代
- 『田村三代記』（奥浄瑠璃）作者不詳 成立 - 江戸時代
- 『奥州篦嶽本地』（奥浄瑠璃）作者不詳 成立 - 江戸時代
- 『御山本地一代記』（奥浄瑠璃）作者不詳 成立 - 江戸時代
- 『田村将軍初観音』（義太夫節浄瑠璃）作者「近松門左衛門」 成立 - 江戸時代中期
- 『鈴鹿山大嶽丸』（土佐浄瑠璃）作者不詳 成立 - 江戸時代中期
- 『田村麿鈴鹿合戦』（義太夫節浄瑠璃）作者「浅川一烏・豊田正蔵」 成立 - 江戸時代中期（寛保元年（1741年）9月大坂豊竹座初演）
- 『勢州阿漕浦』（人形浄瑠璃・歌舞伎）

### 原典
1. 1 2  『元亨釈書』 巻九 清水寺延鎮伝
2. ↑  『神道集』 巻四 「信濃鎮守諏訪大明神秋山祭事」
3. ↑  『太平記』 巻三十二 直冬上洛事付鬼丸鬼切事
4. ↑  『公卿補任』 弘仁二年条
5. ↑  『吾妻鏡』 第九巻 文治五年九月小廿一日戊寅
6. ↑  『吾妻鏡』 第九巻 文治五年九月小廿八日乙酉
7. ↑  『長谷寺霊験記』下 第5「田村将軍得馬勝軍建立新長谷寺事」